# Platydema violaceum
Platydema violaceum es una especie de escarabajo del género Platydema, tribu Diaperini, familia Tenebrionidae. Fue descrita científicamente por Fabricius en 1790.
La especie se mantiene activa durante todos los meses del año.

## Distribución
Se distribuye por casi toda Europa.